# Jean-François Langlois
Pour les articles homonymes, voir Langlois.
Jean-François Langlois, né le 26 juin 1808 à La Luzerne et mort le 15 avril 1858 à Paris, est un capitaine baleinier français qui a failli donner la Nouvelle-Zélande à la France.

## Biographie
Matelot dès 1826, servant à Cherbourg puis au Havre, il devient capitaine en 1833 dans la marine baleinière. Il embarque sur le Cachalot en 1835 et pêche sur les côtes du Chili jusqu'en 1837 puis, en 1838, dans l'Atlantique Sud, l'océan Indien et le Pacifique. 
En Nouvelle-Zélande, il acquiert en août 1838, trente mille acres de terre dans la presqu'île de Banks pour 150 frs et des objets de troc, versés aux Maoris. Rien n'est régulièrement délimité et personne ne sait si le port d'Akaroa fait partie de la zone. 
Langlois revient en France en septembre 1839 et parvient à intéresser le duc Decazes dans son entreprise. Il s'agit de développer une colonie française dans la région d'Akaroa. Des négociants de Nantes et de Bordeaux rejoignent aussi le projet. Le 8 novembre 1839 est ainsi fondée la Compagnie Nanto-Bordelaise pour la colonisation de l'île méridionale de la Nouvelle-Zélande. Akaroa est le centre de la colonie et est rebaptisée Port Louis-Philippe. 
Langlois embarque sur le Comte de Paris avec les futurs colons et arrive le 17 août 1840 à Akaroa. Ils découvrent alors qu'Akaroa appartient à un Anglais, non à Langlois. Les Français s'installent alors à Paka Ariki (French Bay), proche d'Akaroa mais manquent rapidement de vivres. Les derniers y resteront jusqu'en 1870. 
En juillet 1840, toute la zone est officiellement prise par les britanniques. Langlois se heurte alors aux Anglais mais aussi au commandant de la station navale d'Océanie, Charles Lavaud, opposé à cet essai de colonisation privée, qui éprouve une grande antipathie pour lui en raison du dédain des officiers nationaux pour ceux de la marine baleinière. 
Rentré en France, Langlois devient en 1850 directeur de la Société des lingots d'or, pourvoyeur d'émigrants français en Californie.